# Marie Ulčová
Marie Ulčová (11. srpna 1925 Plzeň – 17. března 1998 Plzeň) byla česká etnografka, muzeoložka a publicistka, v letech 1963 –1986 vedoucí Národopisného muzea Plzeňska.

## Život
Narodila se v Plzni-Božkově do rodiny pedagoga a prozaika Augustina Ulče (1894 – 1962) a Marie Ulčové. Zde také chodila do obecné školy. Dále studovala na plzeňském klasickém gymnáziu, kde působila řada výborných profesorů (Oldřich Filipovský, Antonín Špelda, Marie Blechová, Vlasta Doubková), kteří ji ovlivnili. Studium ukončila v roce 1944 maturitní zkouškou a byla totálně nasazena do blovické továrny Lekov, později pracovala v zemědělství a nakonec 6 týdnů na aprovizačním úřadu města Plzně, odkud přešla 20. listopadu 1945 do tehdy samostatného Národopisného muzea Plzeňska. Tady pracovala pod vedením zakladatele a ředitele Ladislava Lábka, a když byly znovuotevřeny vysoké školy, rozhodla se pro studium národopisu na Filozofické fakultě Univerzity Karlovy. Studovala při zaměstnání v letech 1947 –1952 a po konzultaci s Drahomírou Stránskou a Karlem Chotkem si jako téma své disertační práce vybrala: Božkov – vývoj lidové kultury na plzeňské vesnici v druhé polovině 19. století. Ukončením studia se stala první vysokoškolsky vzdělanou etnografkou v Západočeském kraji. Když v roce 1963 odešel Ladislav Lábek do důchodu, převzala vedení muzea a působila zde do roku 1988. Zemřela ve svém rodném domě a je pochována na hřbitově v Božkově.

### Práce v muzeu a badatelská činnost
Svým působením v muzeu navázala na činnost Ladislava Lábka a pokračovala v jeho koncepci národopisného muzea, kterou dále rozvinula a kterou se jí podařilo obhájit přes politické a byrokratické tlaky. Udržela také původní systém evidence, jenž byl na vysoké odborné úrovni. Počátkem 70. let provedla citlivou reinstalaci muzejní expozice s ohledem na zachovalé stavební prvky budovy. Dále realizovala expozici Muzea Jindřicha Šimona Baara v Klenčí, podílela se na instalacích Pivovarského muzea v Plzni, Muzea Chodska v Domažlicích i první expozici dělnického hnutí v Západočeském muzeu. Ačkoliv se jí nepodařilo založit muzeum loutek, zasloužila se o zakoupení cenných historických loutek rodiny Nováků.
Kromě sběru, inventarizace a katalogizace se věnovala pořádání výstav. Z muzejních sbírek připravila 40 výstav jak v Plzni, tak v zahraničí. Nejznámější z nich je výstava Plzeň a Bedřich Smetana z roku 1974. Aby propagovala fond muzea, uspořádala také několik módních přehlídek na zámku Kozel, v bývalém divadle Alfa nebo v kavárně hotelu Slovan. Vedle muzejní práce připravovala přednášky pro Společnost pro národopis a ochranu památek v Plzni, veřejnost a zejména pro školy.
V badatelské činnosti se nejprve zaměřila na lidovou kulturu v Sulislavi a okolí na Stříbrsku ve spolupráci s Oldřichem Blechou. Na počátku 50. let spolu s ním, Karlem Rodinou a dalšími začala se sběratelskou činností na vesnicích kolem Plzně, kdy shromáždila řadu písňových zápisů. Prováděla také terénní práce v Plzni-Božkově, kde se zabývala stavebními proměnami zemědělských usedlostí. Na přelomu 60. a 70. let zkoumala vliv městského odívání na plzeňský lidový kroj. V 80. letech se zabývala výzkumem plzeňské dělnické kolonie Karlov.
Publikovat začala v roce 1948 v odborných časopisech a sbornících, později psala popularizační články do denního tisku a Plzeňského kulturního přehledu. Byla dlouholetou členkou redakční rady historického sborníku Minulostí Západočeského kraje. Od roku 1946 spolupracovala s Českým rozhlasem Plzeň, podílela se na tvorbě pořadu Hrají a zpívají Plzeňáci a přispívala svými fejetony v cyklu Cesty za folklorem na rozhlasové stanici Vltava. Dvoudílné výběry fejetonů vyšly knižně pod názvem Moji milí, drazí.

## Dílo

### Disertační práce
Ulčová, Marie. Božkov: vývoj lidové kultury na plzeňské vsi v druhé polovině 19. století. Praha: [Filosoficko-historická fakulta University Karlovy, 1951]. 98 s., obr. příl.

### Stati a články (výběr)
- Několik slov o požadavcích, které na nás klade současné zaměření národopisného studia. Zprávy Společnosti pro národopis a ochranu památek v Plzni 1, Plzeň 1948, s. 2–4.
- Móda revolučního období kolem roku 1948. Zprávy společnosti pro národopis a ochranu památek v Plzni 2, Plzeň 1948, s. 1–5.
- Za národopisem na Stříbrsko. Život Plzeňska, 1951, č. 1, s. 6–8.
- Plzeňská léta Elišky Krásnohorské (spolu s Miladou Suchou). Minulostí Plzně a Plzeňska II, Plzeň 1959, s. 187–218.
- Selská svatba z Plzeňska: její nejstarší popis z roku 1836 a zhodnocení pramenů pozdějších. Minulostí Západočeského kraje. 1974, roč. 10, s. 147–157.
- Lidový kroj Plzeňska v proměnách času: příspěvek ke studiu jeho vývojových fází. Minulostí Západočeského kraje. 1974, roč. 11, s. 147–156.
- Výbava chalupnické nevěsty z Plzeňska v roce 1800. Český lid, 1978, roč. 65, č. 1, s. 37–39.
- Plzeňské střelecké terče jako doklad odívání z konce 18. století: příspěvek k vývoji lidového oblečení na Plzeňsku v jeho nejstarší fázi a rozbor vlivů měšťanského oblečení na utváření jeho podoby. Minulostí Západočeského kraje, 1980, roč. 16, s. 237–258.
- Karlov. Historie vzniku škodovácké dělnické kolonie v Plzni. Etnografie dělnictva 10, 1983, s. 79–118.
- Současné změny obytných zemědělských usedlostí v příměstské vsi Božkově. Sborník Západočeského muzea v Plzni. Historie 3. Plzeň: Západočeské muzeum v Plzni, 1987, s. 137–150.
- Dětské a dívčí oblečení na Chodsku: jeho vývoj a podoba v letech 1940–1962. Sborník Západočeského muzea v Plzni. Historie 3. Plzeň: Západočeské muzeum v Plzni, 1987, s. 185–195.
- Lidový oděv a výšivka (spolu s Jiřinou Svobodovou a Marií Maderovou). Západočeská vlastivěda. Národopis. Plzeň: Západočeské nakladatelství, 1990, s. 99–118.

### Knižní vydání rozhlasových fejetonů
- Moji milí, drazí 1: o časech minulých, lidském štěstí a osudech. 1. vydání. [Plzeň]: [nakladatel není známý], [1998]. 193 stran.
- Moji milí, drazí 2: o časech minulých, lidském štěstí a osudech. 1. vydání. [Plzeň]: [nakladatel není známý], [1998]. 189 stran.

### Zvukové vydání rozhlasových fejetonů
- Marie Ulčová vypráví--: rozhlasová zamyšlení známé plzeňské etnoložky o životě a zvycích na venkově i v Plzni [zvukový záznam]. 1. Plzeň: Český rozhlas, ℗1998. 1 zvuková kazeta.
- Marie Ulčová vypráví--: prosincové vzpomínání: jak se kdysi ledařilo [zvukový záznam]. Plzeň: Český rozhlas, ℗1998. 1 zvuková kazeta.

## Ocenění
- V roce 1984 byla oceněna čestným titulem zasloužilý pracovník kultury.[2]
- V roce 1995 obdržela za svou celoživotní práci Pečeť města Plzně.[9]
- V roce 2015 byla v Národopisném muzeu Plzeňska na náměstí Republiky umístěna pamětní deska Marii Ulčové.[10]